# 25 Жирафа
25 Жирафа (лат. 25 Camelopardalis, HD 37735) — одиночная звезда в созвездии Возничего на расстоянии приблизительно 667 световых лет (около 205 парсеков) от Солнца. Видимая звёздная величина звезды — +6,94m.

## Характеристики
25 Жирафа — белая звезда спектрального класса A0. Радиус — около 2,03 солнечных, светимость — около 88,98 солнечных. Эффективная температура — около 9438 К.